# San Francisco Zapotitlán
San Francisco Zapotitlán é uma cidade da Guatemala do departamento de Suchitepéquez.